# Mathias Van Mieghem
Mathias Van Mieghem is een Vlaams acteur, theatermaker en regisseur.
In het theater was hij actief bij het dansgezelschap DeF Donkey en de theatergroepen Compagnie Blauwtong, Laika, Tg Elektra en Theater Van A tot Z. Hij is ook actief als regisseur bij verschillende amateur toneelgroepen.
Hij vertolkte de rol van Justin Cockelaere van februari 2013 tot en met april 2014 in de VTM-reeks Familie. Daarnaast had hij kleine rollen in de televisieseries Witse, Deadline 14/10, Zone Stad, De Ridder, Vermist en Ghost Rockers, Binnenstebuiten, Coppers en De Bunker. Ook speelde hij een hoofdrol in de film Alleen Eline.
Samen met Lukas Bulteel schreef en regisseerde hij de kortfilm Household Of Three waarin hij ook een rol vertolkte. Michaël Vermaercke verzorgde beeldregie, camera en montagewerk.
Naast het werk als theatermaker geeft hij ook inclusieve Theaterateliers en workshops. Dit doet hij o.a bij het Scheldeoffensief van Frank Dierens.